# 日內瓦鎮區 (密歇根州密德蘭縣)
日內瓦鎮區（英語：Geneva Township）是位於美國密歇根州密德蘭縣的一個行政鎮區。

## 地方資料
日內瓦鎮區的面積為93.30平方千米，當中陸地面積為92.00平方千米，而水域面積為1.30平方千米。根據2020年美國人口普查的數據，當地共有人口1065人，而人口密度為每平方千米11.41人。